# Дарницьке кладовище
Да́рницьке кладови́ще — некрополь у Дарницькому районі міста Києва. Відкрите у 1947 році, призначалося для поховань мешканців Дарниці. З 1970 року закрите для масових поховань, дозволено підпоховання у родинну могилу.
На території кладовища знаходиться військове поховання, визнане пам'яткою історії, яке складається з 533 могил воїнів Червоної армії, що загинули у боях 1941, 1943 та 1944 років, та могили 43 польських зенітників з Війська Польського, які загинули при обороні Дарницького залізничного вузла у квітні 1944 року. У центрі цвинтаря встановлено одну з 85-міліметрових зенітних гармат КС-12, які брали участь у звільненні Дарниці від німецької армії у 1943 році.

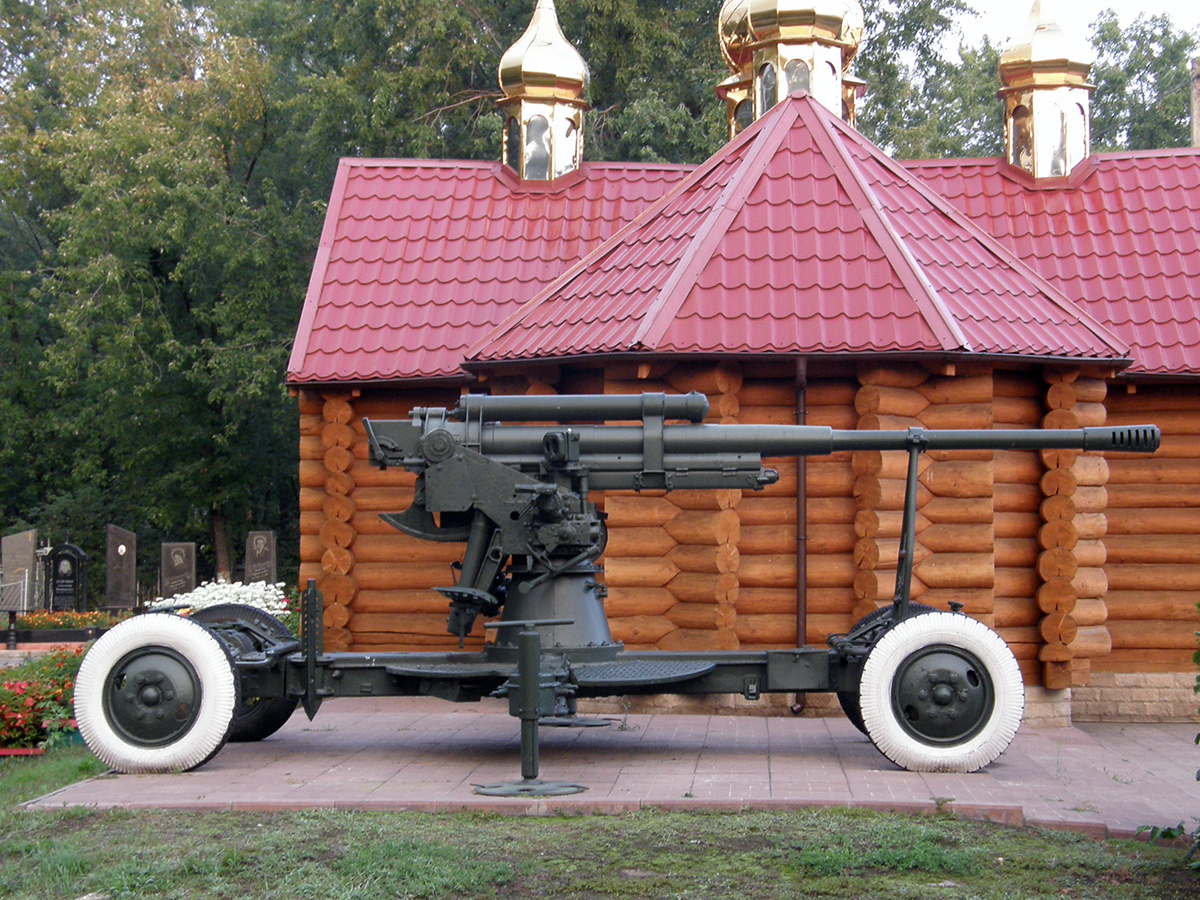
Зенітна гармата КС-12 на Дарницькому кладовищі

У 2009 році при цвинтарі відкрито дерев'яний храм великомучениці Раїси Олександрійської (УПЦ (МП)), зведений коштом місцевого мешканця.

## Поховані
- Сологуб Юлія Миколаївна (1994—2020) — Бортпровідник рейсу PS752 — Герой України (посмертно)
- Єфименко Родіон Родіонович (1934—2008) — радянський, український кінорежисер.
- Карижський Григорій Іванович (1895—1971) — генерал-майор, Герой Радянського Союзу
- Макаров Іван Іванович (1914—1980) — Герой Радянського Союзу, танкіст.
- Сіренко Іван Лаврентійович (1910—1965) — Герой Радянського Союзу, льотчик.